# Тарік Лемпті
Тарік Лемпті (англ. Tariq Lamptey, нар. 30 вересня 2000, Гіллінгдон) — ганський футболіст, правий захисник клубу «Брайтон енд Гоув» та національної збірної Гани.
Виступав, зокрема, за клуб «Челсі».

## Ігрова кар'єра
Народився 30 вересня 2000 року в місті Гіллінгдон. Вихованець футбольної школи клубу «Челсі». Дорослу футбольну кар'єру розпочав 2019 року в основній команді того ж клубу, в якій провів один сезон, взявши участь в одному матчі чемпіонату. 
До складу клубу «Брайтон енд Гоув» приєднався 31 січня 2020 року, підписавши з клубом контракт на 3,5 роки. У грудні 2020 року отримав травму підколінного сухожилля, через що пропустив наступні 10 місяців змагань. Повернувся на поле 10 жовтня на 59-ій хвилині матчу проти «Норвіча», який завершився з рахунком 0–0. Перший вихід у стартовому складі після травми був 6 листопада проти «Ньюкасла», де Терік зіграв 75 хвилин, а матч завершився з рахунком 1–1. 1 грудня віддав гольову передачу на Ніла Мопе на 89-й хвилині, що допомогло отримати нічию на виїзді проти «Вест Гема». Перші повні 90 хвилин після травми провів 15 грудня проти «Вулвергемптона».

## Статистика виступів

### Статистика клубних виступів
Станом на 16 грудня 2020
| Сезон                        | Команда                      | Чемпіонат                    | Чемпіонат | Чемпіонат | Національний кубок | Національний кубок | Національний кубок | Континентальні кубки | Континентальні кубки | Континентальні кубки | Інші змагання | Інші змагання | Інші змагання | Усього | Усього |
| Сезон                        | Команда                      | Ліга                         | Ігор      | Голів     | Ліга               | Ігор               | Голів              | Ліга                 | Ігор                 | Голів                | Ліга          | Ігор          | Голів         | Ігор   | Голів  |
| ---------------------------- | ---------------------------- | ---------------------------- | --------- | --------- | ------------------ | ------------------ | ------------------ | -------------------- | -------------------- | -------------------- | ------------- | ------------- | ------------- | ------ | ------ |
| 2019–2020                    | «Челсі»                      | ПЛ                           | 1         | 0         | КА+КЛ              | 2+0                | 0                  | ЛЧ                   | -                    | -                    | -             | -             | -             | 3      | 0      |
| 2019–2020                    | «Брайтон енд Гоув»           | ПЛ                           | 8         | 0         | КА+КЛ              | 0+0                | 0                  | -                    | -                    | -                    | -             | -             | -             | 8      | 0      |
| 2020–21                      | «Брайтон енд Гоув»           | ПЛ                           | 11        | 1         | КА+КЛ              | 0+0                | 0                  | -                    | -                    | -                    | -             | -             | -             | 11     | 1      |
| Усього за «Брайтон енд Гоув» | Усього за «Брайтон енд Гоув» | Усього за «Брайтон енд Гоув» | 19        | 1         |                    | 0                  | 0                  |                      | -                    | -                    |               | -             | -             | 19     | 1      |
| Усього за кар'єру            | Усього за кар'єру            | Усього за кар'єру            | 20        | 1         |                    | 2                  | 0                  |                      | -                    | -                    |               | -             | -             | 22     | 1      |